# Shihat al-Hamraa
Shihat al-Hamraa (tiếng Ả Rập: شيحة الحمراء) là một ngôi làng Syria nằm ở Al-Hamraa Nahiyah ở huyện Hama, Hama. Theo Cục Thống kê Trung ương Syria (CBS), Shihet Elhamra có dân số 741 người trong cuộc điều tra dân số năm 2004.